# Otaru (stacja kolejowa)
Otaru (jap. 小樽駅 Otaru-eki) – stacja kolejowa w Otaru, w prefekturze Hokkaido, w Japonii. Dworzec jest zarządzany przez JR Hokkaido i znajduje się na Głównej Linii Hakodate.

## Historia
Została otwarta 28 czerwca 1903 roku.